# Resta in ascolto
Resta in ascolto è l'ottavo album (il settimo in studio) della cantante italiana Laura Pausini, pubblicato il 22 ottobre 2004 dalla Atlantic Records.
L'album è stato realizzato anche in lingua spagnola con il titolo Escucha e pubblicato il 26 novembre 2004. Complessivamente vende oltre 5 milioni di copie nel mondo.

## Descrizione
Formato da 11 brani inediti, l'album arriva a circa due anni di distanza dal disco in inglese di Laura Pausini, From the Inside.
A giudizio della critica musicale, Resta in ascolto segna un cambiamento artistico nel percorso della cantante, che per la prima volta si mostra moderatamente aggressiva e si lascia alle spalle i testi romantici e caramellosi che hanno contraddistinto la sua carriera sin dagli esordi. È considerato un diario intimo, sofferto, spudoratamente sincero, scritto nell'arco di due anni e in bilico tra due amori: quello adolescenziale e quello della maturità, a causa dei quali ha sofferto per più di un anno e mezzo. La stessa Laura Pausini ha dichiarato di aver ricercato per il suo settimo album di inediti uno stile più concreto ed asciutto, lontano da glamour e brillantini.
L'album si avvale della collaborazione di artisti come Biagio Antonacci, che firma il brano Vivimi, Vasco Rossi, autore insieme a Gaetano Curreri e Saverio Grandi di Benedetta passione e la pop-star Madonna, che cede a Laura Pausini la canzone Like a Flower un brano inizialmente composto e registrato per l'album del 1998 Ray of Light, ma poi scartato, adattata poi in lingua italiana dalla stessa Pausini e intitolata  Mi abbandono a te. Gli altri autori presenti nel disco sono Laura Pausini, Cheope, Daniel Vuletic, Cesare Chiodo e Antonio Galbiati.
Le canzoni contenute nel disco sono nate circa due anni prima della sua pubblicazione, ovvero subito dopo la fine della storia d'amore di Laura Pausini con Alfredino Cerruti, e raccontano perciò la delusione, l'amarezza e la rabbia della cantante (Come se non fosse stato mai amore), ma anche la sua voglia di indipendenza ed autonomia (La prospettiva di me).
La voglia di cambiamento e di indipendenza sono elementi caratterizzanti anche del singolo che fa da apripista al disco, Resta in ascolto un pezzo pop d'amore, caratterizzato da una forte energia e da lievi sfumature rock.
Tra i brani presenti nel disco, il più vicino al tradizionale stile della cantante risulta essere Vivimi, una ballata romantica ed intimistica, estratta come secondo singolo per la promozione dell'album. Il terzo singolo è invece Come se non fosse stato mai amore, il quarto Benedetta passione.
Nella tracklist dell'album è presente anche un brano che affronta il tema della Guerra in Iraq: in Dove l'aria è polvere Laura Pausini si schiera contro il conflitto, raccontando la storia di Ismai Abbas, un ragazzino di 12 anni che a causa del conflitto ha perso la famiglia e le braccia e che diventa un simbolo dei tragici effetti della guerra subiti dalla popolazione civile.
A chiudere il disco è Mi abbandono a te. Il testo in italiano scritto da Laura Pausini non ha come tema l'amore, ma parla della ricerca della pace interiore: i versi del brano sono scritti dal punto di vista di una persona che parla a sé stessa e alla sua pace, come se quest'ultima fosse una persona reale.
In seguito all'album, nel febbraio 2005, parte la tournée World Tour 2005 che registra quasi tutto esaurito e che riceve a settembre 2005 al Festivalbar il premio Miglior Tour dell'anno, per gli oltre 60 concerti in tutto il mondo.

## Edizioni

### Resta in ascolto
L'edizione del disco pubblicata in Italia contiene 11 tracce inedite. Il 28 luglio 2023, in occasione dei festeggiamenti dei 30 anni di carriera dell'artista, l'album viene pubblicato per la prima volta in vinile 33 giri colorato.
- CD: 5050467500723 - 0825646190621

- LP (2023): 5054197647574

1. La prospettiva di me – 3:05 (testo: Laura Pausini, Cheope – musica: Daniel Vuletic)
2. Vivimi – 3:55 (Biagio Antonacci)
3. Resta in ascolto – 3:29 (testo: Laura Pausini, Cheope – musica: Daniel Vuletic)
4. Il tuo nome in maiuscolo – 3:20 (testo: Laura Pausini, Cheope – musica: Daniel Vuletic)
5. Benedetta passione – 4:12 (testo: Vasco Rossi – musica: Gaetano Curreri, Saverio Grandi)
6. Come se non fosse stato mai amore – 4:00 (testo: Laura Pausini, Cheope – musica: Daniel Vuletic)
7. Così importante – 3:29 (testo: Laura Pausini, Cesare Chiodo – musica: Cesare Chiodo)
8. Parlami – 3:44 (testo: Laura Pausini, Cheope – musica: Daniel Vuletic)
9. Dove l'aria è polvere – 3:47 (testo: Laura Pausini, Cheope – musica: Antonio Galbiati)
10. Amare veramente – 4:00 (testo: Laura Pausini, Cesare Chiodo – musica: Cesare Chiodo)
11. Mi abbandono a te – 4:43 (Madonna, Laura Pausini, Rick Nowels)

### Resta in ascolto - Limited Edition
L'edizione Limited Edition pubblicata in Italia è un cofanetto cartonato composto da:
- CD Resta in ascolto.
- DVD con contenuti extra.

Tracce DVD
- CD+DVD: 5050467563421

1. Prendo te (Videoclip, Bonus Track) – 2:16 (Laura Pausini)
2. Resta in ascolto (Videoclip) – 4:07
3. Making of the video Resta in ascolto – 5:20
4. Escucha atento (Videoclip) – 4:07
5. Making of the photoshoot – 3:33
6. De tu amor (Videoclip) – 3:54 (Kara DioGuardi, Johan Ekhé, Ulf Lindström • Adatt. spagnolo: Laura Pausini)
7. On n'oublie jamais rien, on vit avec (feat. Hélène Ségara) (Videoclip) – 4:18 (Bruno Grimaldi, Gérard Capaldi, Antoine Angelelli - Adatt. italiano: Laura Pausini)
8. EPK Italian (Electronic Press Kit) – 14:53
9. EPK English (Electronic Press Kit) – 15:07
10. EPK Spanish (Electronic Press Kit) – 15:48
11. Credits – 0:38

Durata totale: 74:01
- Il brano De tu amor è la versione in lingua spagnola di I Need Love presente nell'album From the Inside.
- Il brano On n'oublie jamais rien, on vit avec è interpretato in duetto con la cantante francese di origine italiana Hélène Ségara pubblicato nell'album Humaine di quest'ultima.
- Il brano Prendo te è inedito e per la seconda volta Laura Pausini figura come unica autrice (dopo Il mondo che vorrei del 1996). È stato scritto per il matrimonio della sorella Silvia con Andrea Camporesi.

### Resta in ascolto - Promo Box Edition
L'edizione Promo Box Edition pubblicata in Italia è un cofanetto cartonato promozionale per i giornalisti (non in vendita) composto da:
- Resta in ascolto - Limited Edition CD+DVD.
- Book contenente informazioni sul disco, sull'artista e sul World Tour 2005 (formato 25 x 25).

### Escucha
L'edizione del disco in lingua spagnola pubblicata in Spagna e in America Latina contiene 11 tracce inedite.
- CD: 5050467507227 - 0825646189625

1. Mi perspectiva – 3:05 (testo: Laura Pausini, Cheope – adatt. spagnolo: Badia – musica: Daniel Vuletic)
2. Víveme – 3:55 (Biagio Antonacci – adatt. spagnolo: Badia)
3. Escucha atento – 3:29 (testo: Laura Pausini, Cheope – adatt. spagnolo: Badia – musica: Daniel Vuletic)
4. Tu nombre en mayúsculas – 3:20 (testo: Laura Pausini, Cheope – adatt. spagnolo: Badia – musica: Daniel Vuletic)
5. Bendecida pasión – 4:12 (testo: Vasco Rossi – adatt. spagnolo Laura Pausini – musica: Gaetano Curreri, Saverio Grandi)
6. Como si no nos hubiéramos amado – 4:00 (testo: Laura Pausini, Cheope – adatt. spagnolo: León Tristán – musica: Daniel Vuletic)
7. Tan importante – 3:29 (testo: Laura Pausini, Cesare Chiodo – adatt. spagnolo: Badia – musica: Cesare Chiodo)
8. Háblame – 3:44 (testo: Laura Pausini, Cheope – adatt. spagnolo: León Tristán – musica: Daniel Vuletic)
9. Donde el aire es ceniza – 3:47 (testo: Laura Pausini, Cheope – adatt. spagnolo: Badia – musica: Antonio Galbiati)
10. Amar completamente – 4:00 (testo: Laura Pausini, Cesare Chiodo – adatt. spagnolo: Badia – musica: Cesare Chiodo)
11. Me abandono a ti – 4:43 (Madonna, Laura Pausini, Rick Nowels – adatt. spagnolo: Laura Pausini)

### Escucha - Enhanced Edition
L'edizione Enhanced Edition pubblicata in Spagna e in America Latina contiene, in aggiunta rispetto alla versione in lingua spagnola, 3 Videoclip Bonus visibili sul PC: Escucha atento, Víveme, Prendo te.
- CD: 5050467928626

1. Escucha atento (Videoclip) – 4:07
2. Víveme (Videoclip) – 3:52
3. Prendo te (Videoclip) – 2:13

### Escucha - Limited Edition
L'edizione Limited Edition pubblicata in Spagna e in America Latina è un cofanetto cartonato composto da:
- CD Escucha.
- DVD con contenuti extra.

Tracce DVD
- Le tracce sono le stesse del DVD edizione limitata pubblicato in Italia.
- CD+DVD: 5050467563520

### Escucha - CD+DVD Edition
L'edizione CD+DVD Edition pubblicata in Spagna e in America Latina è un cofanetto in plastica composto da:
- CD Escucha.
- DVD con 3 Videoclip Bonus: Escucha atento, Víveme, Como si no nos hubieramos amado; con Electronic Press Kit.

Tracce DVD
- CD+DVD: 0825646265428

1. Escucha atento (Videoclip) – 4:07
2. Víveme (Videoclip) – 3:50
3. Como si no nos hubieramos amado (Videoclip) – 3:58
4. EPK Spanish (Electronic Press Kit) – 15:48

Durata totale: 27:43

## Registrazioni
Le registrazioni del disco sono avvenute tra l'Italia, Londra e la California. Nel dettaglio, gli studi interessati sono di seguito elencati.
- Nautilus Studio, Milano: masterizzazione.
- New Logic Studio, Milano: registrazione, mixaggio.
- Studio Impatto, Bologna: registrazione, mixaggio.
- The Chill Building, Santa Monica: registrazione.
- Air Lyndhurst Studio, Londra: registrazione.
- Abbey Road Studios, Londra: registrazione.
- Shabby Road Studios, Londra: registrazione.
- Whitfield Street Studios, Londra: mixaggio.

## Formazione
- Laura Pausini: voce
- Dado Parisini: pianoforte, tastiera e programmazione
- Riccardo Galardini, Paolo Gianolio, Michele Vanni, Daniel Vuletic: chitarra acustica
- Max Costa: tastiera e programmazione
- Ricky Nowels, Charles Judge: tastiera
- Luca Bignardi: programmazione
- Rusty Anderson, Gabriele Fersini, Emiliano Fantuzzi, Vincenzo Rende: chitarra elettrica
- Celso Valli: pianoforte e tastiera
- Massimo Varini: chitarra acustica ed elettrica
- Paolo Costa, John Themis: basso
- Alfredo Golino, Pier Foschi, Ian Thomas: batteria
- Cesare Chiodo: basso e chitarra acustica, pianoforte e tastiera
- Carlos Alberto Perez, Louis Conte: percussioni
- Marco Tamburini: tromba
- Roberto Rossi: trombone
- Stefano Cantini: sax

## Promozione
Dall'album vengono estratti 5 singoli. Il primo è Resta in ascolto, che rimane al 1º posto della classifica italiana per 4 settimane consecutive, e nella Top 20 per un totale di 16 settimane.
Singoli
| Resta in ascolto                  | Resta in ascolto  |
| Titolo                            | Data di uscita    |
| --------------------------------- | ----------------- |
| Resta in ascolto                  | 10 settembre 2004 |
| Vivimi                            | 26 novembre 2004  |
| Come se non fosse stato mai amore | 25 marzo 2005     |
| Benedetta passione                | 24 giugno 2005    |

| Escucha                         | Escucha           |
| Titolo                          | Data di uscita    |
| ------------------------------- | ----------------- |
| Escucha atento                  | 10 settembre 2004 |
| Víveme                          | 26 novembre 2004  |
| Como si no nos hubiéramos amado | 25 marzo 2005     |
| Bendecida pasión                | 24 giugno 2005    |
| Tu nombre en mayúsculas         | aprile 2006       |

Videoclip
| Titolo                            | Regista          |
| --------------------------------- | ---------------- |
| Resta in ascolto                  | Paolo Monico     |
| Escucha atento                    | Paolo Monico     |
| Vivimi                            | Gaetano Morbioli |
| Víveme                            | Gaetano Morbioli |
| Prendo te                         |                  |
| Come se non fosse stato mai amore | Gaetano Morbioli |
| Como si no nos hubiéramos amado   | Gaetano Morbioli |
| Benedetta passione                | Gaetano Morbioli |
| Bendecida pasión                  | Gaetano Morbioli |

## Riconoscimenti e nomination
Con Escucha Laura Pausini ottiene il 3 novembre 2005 a Los Angeles il Latin Grammy Award nella categoria Miglior album Pop femminile; l'8 febbraio 2006 allo Staples Center di Los Angeles il Grammy Award nella categoria Miglior album Pop latino dell'anno; sempre nel 2006 il Billboard Latin Music Award nella categoria Album Pop latino femminile dell'anno.
Nel 2006 con Escucha Laura Pausini riceve una nomination al Premio Lo Nuestro nella categoria Album Pop dell'anno.

## Successo commerciale
L'album Resta in ascolto vende in Italia 350.000 copie esordendo direttamente al 1º posto della classifica FIMI e totalizzando 88 presenze tra le prime 100 posizioni, tutte nel periodo compreso tra ottobre 2004 e settembre 2006. In tre mesi ha conquistato quattro dischi di platino, mentre dopo un anno ha raggiunto il disco di diamante per le 400.000 copie vendute. L'album è il 15° più venduto in Italia nel 2004 ed il 14° più venduto nel 2005.
L'album raggiunge anche la Top ten in Spagna, Francia, Svizzera e Belgio ed entra nelle classifiche di diversi altri Paesi europei.
Negli Stati Uniti d'America, Escucha ottiene il 10º posto nella classifica Latin Pop Albums, e il 20° nelle Latin Albums e Heatseekers Albums tutte stilate da Billboard, L'album Resta in ascolto ottiene invece il 31° nella classifica European Album sempre di Billboard.

## Classifiche

### Classifiche settimanali
| Classifica (2004-2005)  | Posizione massima |
| ----------------------- | ----------------- |
| Belgio (Fiandre)        | 69                |
| Belgio (Vallonia)       | 9                 |
| Europa (European Album) | 31                |
| Finlandia               | 18                |
| Francia                 | 7                 |
| Germania                | 84                |
| Italia                  | 1                 |
| Messico                 | 11                |
| Paesi Bassi             | 19                |
| Spagna                  | 3                 |
| Svezia                  | 22                |
| Svizzera                | 2                 |

### Classifiche di fine anno
| Classifica (2004) | Posizione         |
| ----------------- | ----------------- |
| Belgio (Vallonia) | 54                |
| Francia           | 74                |
| Italia            | 15                |
| Svizzera          | 24                |
| Classifica (2005) | Posizione massima |
| Italia            | 14                |
| Messico           | 53                |
| Svizzera          | 13                |